# Nadproże

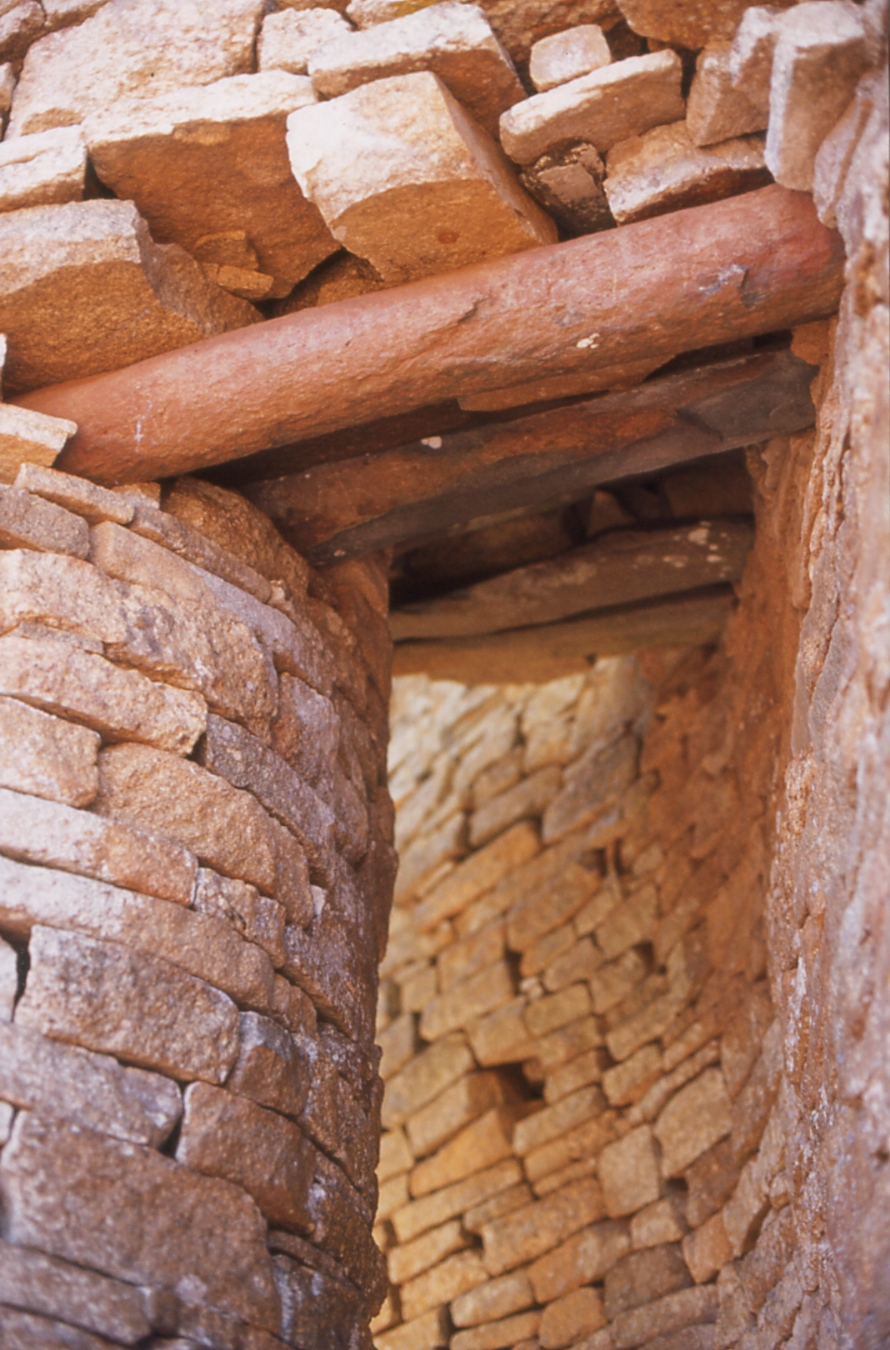
Nadproże

Nadproże – poziomy, płaski lub sklepiony (przesklepienie) element konstrukcyjny w formie belki umieszczanej ponad otworami w ścianie. Jego zadaniem jest przeniesienie obciążeń oddziałujących na fragment ściany ponad otworem na mur po obu stronach otworu.  Nadproża wykonywane są najczęściej jako belki żelbetowe wylewane na budowie, prefabrykowane belki żelbetowe, ceramiczno-żelbetowe, ze zbrojonego betonu komórkowego, stalowe lub z cegły zbrojonej prętami stalowymi lub bednarką (tzw. nadproże Kleina).
W budynkach historycznych nadproże było często bogato zdobione. Współcześnie całkowicie ukryte i niewidoczne spod warstw wykończeniowych.
Z uwagi na wysoki współczynnik przewodzenia ciepła materiałów, z jakich wykonuje się nadproża, ważne jest, aby były one odpowiednio docieplone przy pomocy materiałów termoizolacyjnych celem uniknięcia powstawania mostków termicznych.